# Volksrepublik

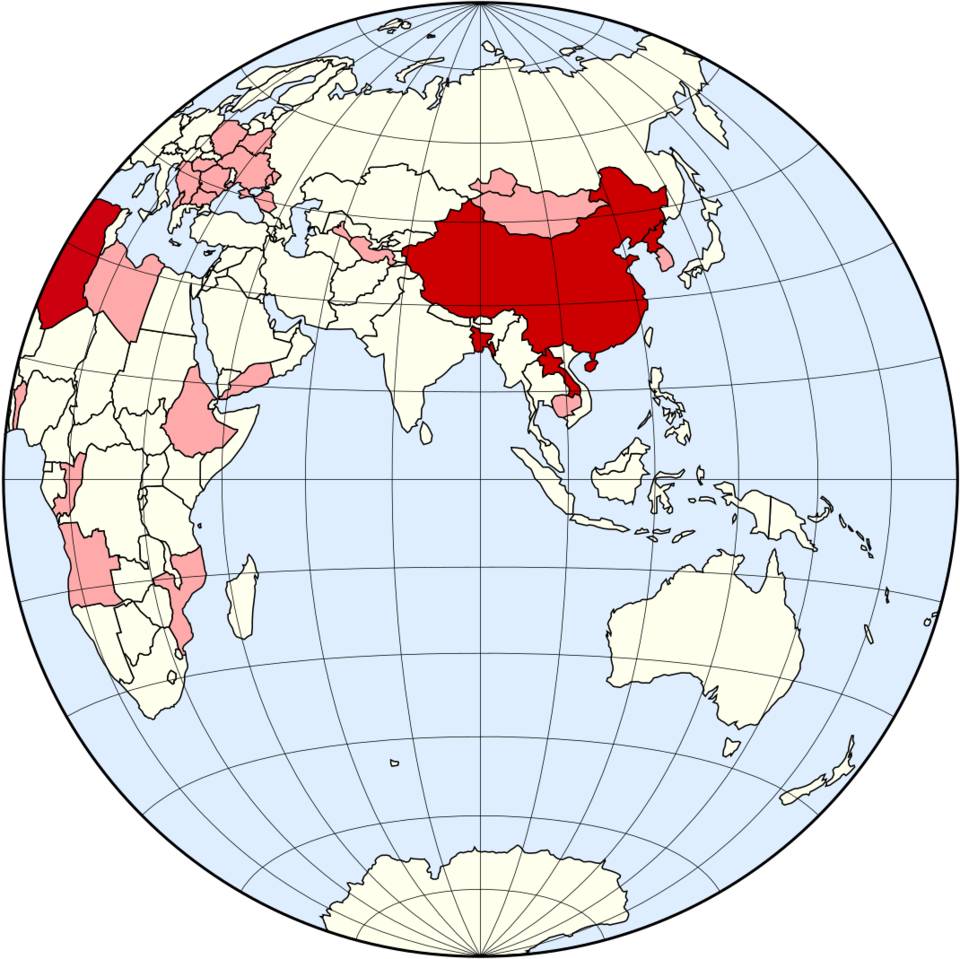
Selbstbezeichnung als Volksrepubliken und Volksdemokratien (Stand 2011):
Aktuell
Ehemalig

Volksrepublik ist bzw. war die Selbstbezeichnung vieler sozialistischer politischer Systeme, die nach Ende des Zweiten Weltkriegs entstanden sind. Die Bezeichnung dient der Unterscheidung zu „westlichen“ Demokratien einerseits und zu rätedemokratischen Systemen andererseits. Trotz ihres Namens haben diese Staaten sich meist schnell nach ihrem Entstehen zu Diktaturen verschiedener Prägung entwickelt oder waren von vornherein als solche geplant.

## Begriff
Der Begriff wurde in der Zeit des Kalten Krieges in der Absicht der Abgrenzung der politischen Systeme unter dem Einfluss der Sowjetunion (in Gestalt des Ostblocks) gegenüber den bürgerlichen Demokratien des Westens geprägt. Er sollte Systeme benennen, die sich abweichend von revolutionären Konzepten und der Diktatur des Proletariats vom Kapitalismus zum Sozialismus entwickelten. Auf diese Weise sollten in diesen Staaten weiterhin Elemente der bürgerlichen Demokratie formal erhalten bleiben, während sie gleichzeitig in das Einflussgebiet der Sowjetunion und ihr Bündnissystem integriert werden konnten.
In der Benennung wird unterschieden zwischen der
1. Volksrepublik im engeren Sinne: der verfassungsrechtlichen Selbstbezeichnung von Staaten (in der zweiten Hälfte des 20. Jahrhunderts, zum Beispiel die Volksrepublik Benin, Bulgarien, Angola, Ungarn, Mosambik, Polen, China oder die Volksrepublik Kongo), manchmal auch ohne tatsächliche Zugehörigkeit zum sozialistischen Lager (zum Beispiel Bangladesch, Algerien). „Volksdemokratie“ wurde anfangs auch das System der Deutschen Demokratischen Republik (DDR) genannt, ab 1968 nannte sie sich schlicht „sozialistischer Staat“.[2]
2. Volksdemokratischen Republik oder Demokratische Volksrepublik: Demokratische Volksrepublik Korea, Demokratische Volksrepublik Jemen oder die Demokratische Volksrepublik Äthiopien
3. Volksrepublik im weiteren Sinne (auch Volksdemokratie): die umgangssprachliche Bezeichnung von Staaten dieser Gruppe ungeachtet ihrer Selbstbezeichnung – in der zweiten Hälfte des 20. Jahrhunderts zum Beispiel Albanien, Jugoslawien, Rumänien.

Die vormals zum Ostblock gehörigen Staaten haben im Verlauf der 1990er-Jahre sowohl ihren Namen als auch ihre Herrschaftsform reformiert. Gegenwärtig tragen nur noch die Volksrepublik China, Nordkorea, Algerien, Bangladesch und Laos die amtliche Bezeichnung Volksrepublik (gemäß 1.), wobei man Bangladesch politisch nicht als Volksrepublik bezeichnen kann.

### Unterscheidung von der Diktatur des Proletariats
Der Begriff Diktatur des Proletariats entstammt den Werken von Karl Marx. Er bezeichnet ein politisches System, das den Übergang vom Kapitalismus zum Sozialismus vollzieht. Beruhte der bürgerlich-demokratische Staat auf der Klassenherrschaft der Bourgeoisie, so beruht die Diktatur des Proletariats auf der Herrschaft der Arbeiterklasse. Die Diktatur des Proletariats soll die Errungenschaften der vorangegangenen proletarischen Revolution sichern und die noch bestehenden Klassenunterschiede und damit die Klassengesellschaft gänzlich beseitigen und vollzieht diesen Prozess unter einer ausgeprägten demokratischen Kontrolle.
Den Begriff „Volksrepublik“ haben Marx und Friedrich Engels nie verwendet. Er entstammt in seiner Bedeutung der Begriffsgeschichte des 20. Jahrhunderts. Die Diktatur des Proletariats setzt eine vorhergehende proletarische Revolution voraus, während die Volksdemokratie ohne diesen Schritt auskommt. Beide Begriffe bezeichnen allerdings ein Stadium, das den Übergang vom Kapitalismus zum Sozialismus beschreiben soll. Gemeinsam haben die beiden Formen auch, dass der Klassenkampf in ihnen nicht aufgehoben sei.

### Kritik
Kritiker bezeichnen den Begriff häufig lediglich als einen Euphemismus für Diktaturen unter dem Etikett des Sozialismus oder Kommunismus. Anstelle einer (diktatorischen) Herrschaft des Volkes wird die Diktatur von einer den angeblichen Volkswillen vertretenen Partei ausgeübt. Luciano Canfora führte an, dass die kommunistischen Regierenden in den Volksdemokratien die Macht mittels eines Konsenses der Wählenden gewannen, der sich aus der Situation nach dem Zweiten Weltkrieg erklärte. Der Fehler sei die Annahme gewesen, dieser situationsbedingte Konsens würde für unbestimmt lange Zeit gültig sein, sodass sich eine regelmäßige Überprüfung der Legitimation (z. B. durch Wahlen) erübrige. Stattdessen habe der Glaube bestanden, die Konsolidierung der Macht könne durch soziale Errungenschaften geschehen.